# Station Glåmos
Station Glåmos is een station in Glåmos in fylke Trøndelag in Noorwegen. Het station ligt aan Rørosbanen. Glåmos werd in 1877 geopend en was een ontwerp van Peter Andreas Blix. 
Bij de opening werd het station Jensvold genoemd, dat in 1921 werd aangepast tot Jensvoll, waarna in 1939 de huidige naam in gebruik kwam. Het stationsgebouw met omgeving wordt sinds 1997 als monument beschermd. Glåmos geldt als een van de best bewaarde stations uit de periode dat Rørosbanen werd aangelegd.